# Talhausen
Talhausen an der Glems ist ein Stadtteil von Markgröningen in Baden-Württemberg. Der Weiler unterhalb der ehemaligen Schlüsselburg ist im Dreißigjährigen Krieg wüst gefallen und wurde ab 1770 wieder besiedelt.

## Geographie

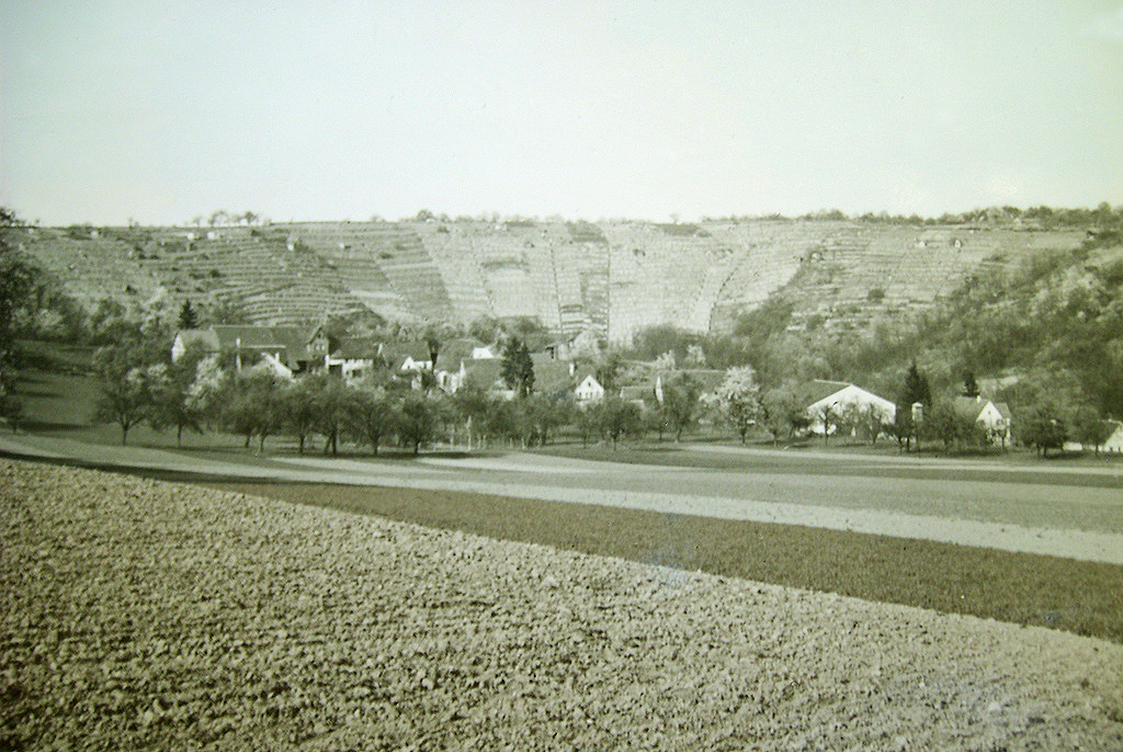
Talhausen von Südwesten und die 1967 noch alle bewirtschafteten Weinberge im Talhäuser Berg

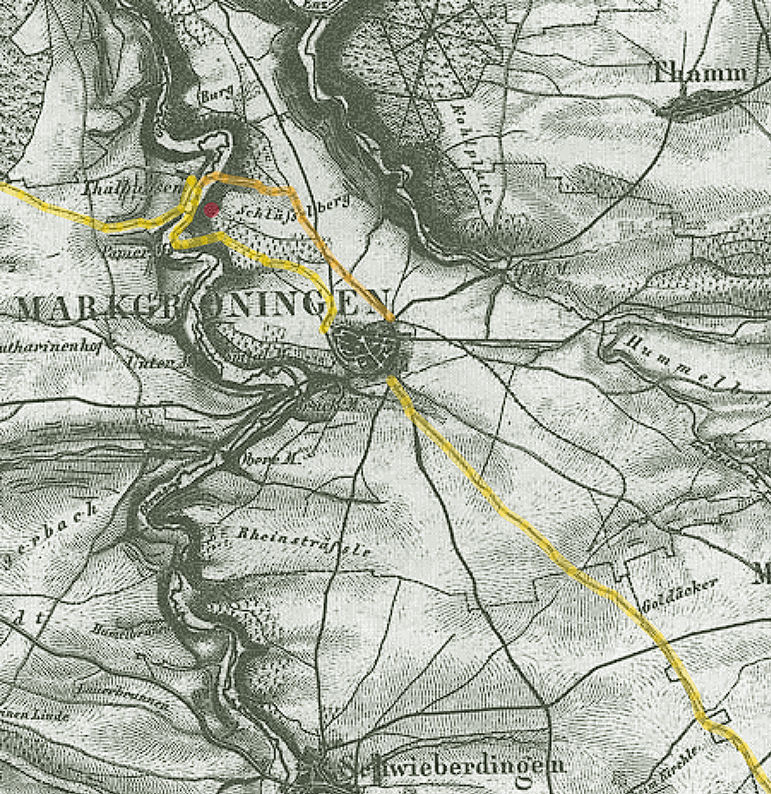
Potenzieller Verlauf der 1480 verfügten „B10-Umleitung“ über Grüningen und die vordere oder hintere Steige (orange) an der Schlüsselburg (roter Punkt) vorbei (Karte von 1840)

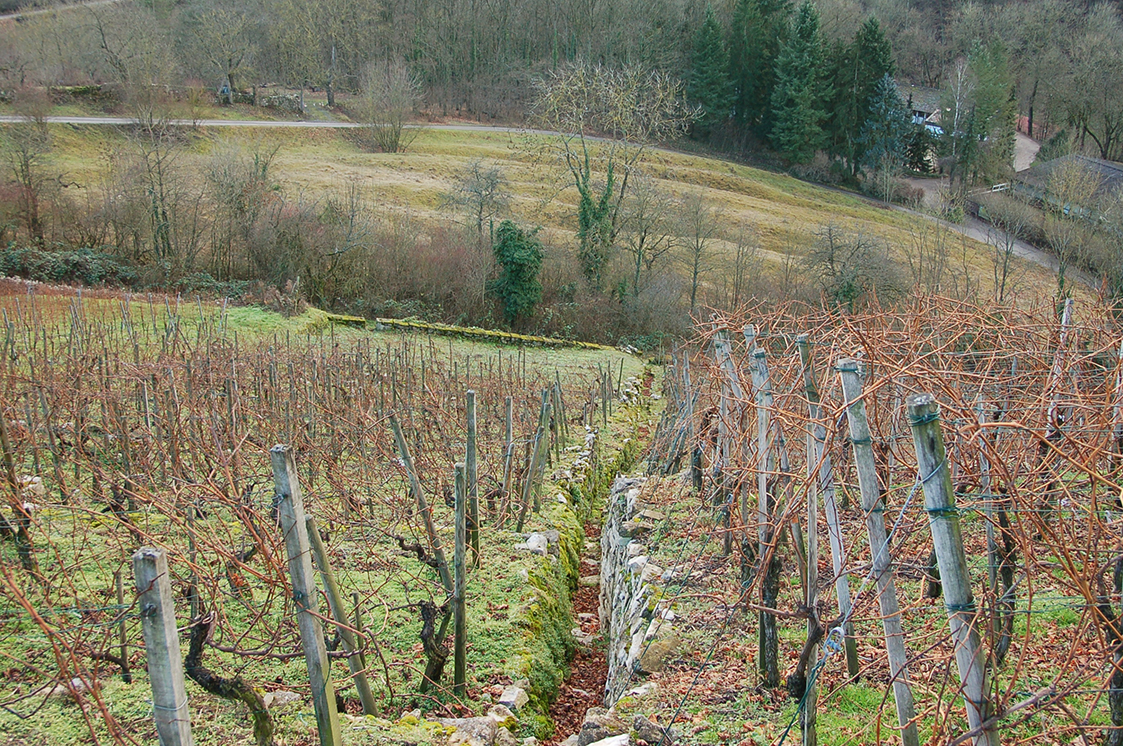
Hohlweg-Relikte der Vorderen Steige unterhalb der Weinberge am Schlüsselberg; vom Burgstall aus betrachtet.

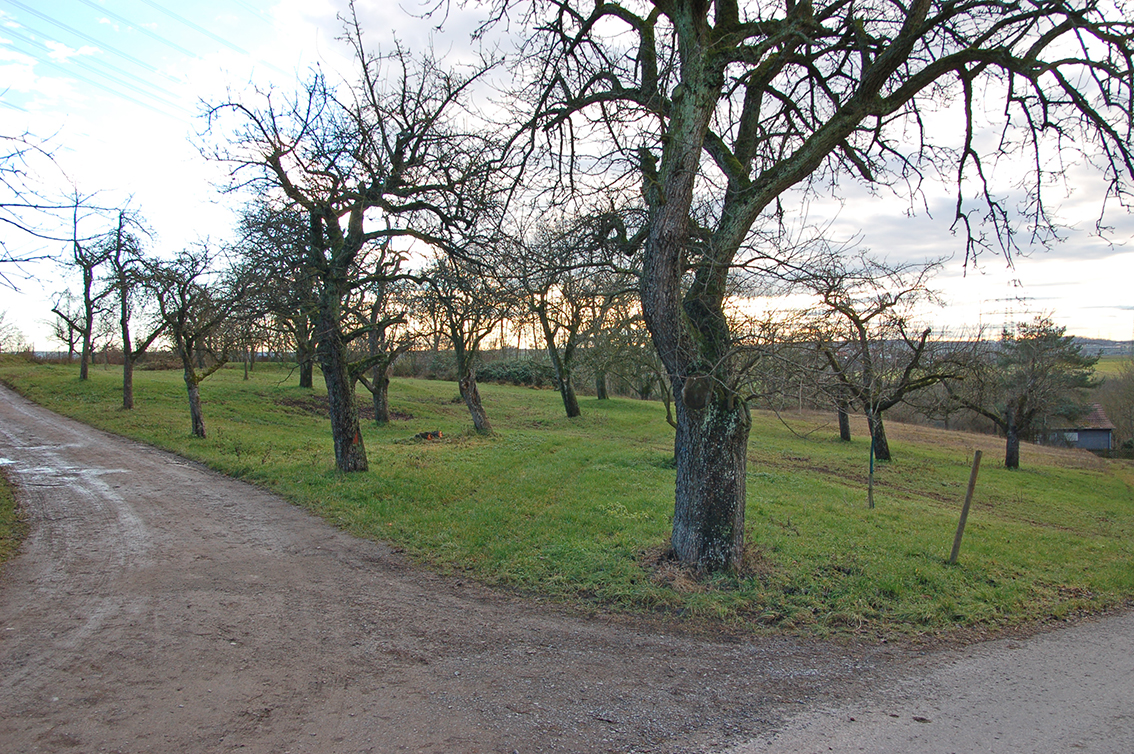
Die Allmende um den Standort der Sankt-Johanns-Kapelle könnte auf eine wüstgefallene Siedlung zurückgehen.

Der rund 100 Einwohner zählende Weiler Talhausen liegt auf einem mit Löß bedeckten Gleithang links der Glems, deren tief in den Muschelkalk eingeschnittenes Tal das Strohgäu teilt und das Lange Feld im Westen begrenzt. Der Standort liegt rund zwei Kilometer nordwestlich von Markgröningen und knapp drei Kilometer südlich des Stadtteils Unterriexingen, zu dem allerdings nur ein weitgehend unbefestigter Feldweg führt. Denn der idyllische Glemsabschnitt zwischen Talhausen und Unterriexingen steht unter besonderem Schutz gemäß der Fauna-Flora-Habitat-EU-Richtlinie. Die Heide am Steilabfall des gegenüber liegenden Schlüsselbergs wird im Rahmen des Naturschutzes durch Schafbeweidung offen gehalten. Auf diesem mageren Trockenstandort finden sich verschiedene seltene Pflanzen: unter anderem lichtliebende Orchideen und Silberdisteln.
Von den einst zahlreichen Steillagen-Weinbergen am Sonnenberg, am Schlüsselberg und am Talhäuser Berg werden nur noch wenige bewirtschaftet. Die meisten wurden sich selbst überlassen und sind mittlerweile bewaldet. Einige werden teilweise als Wochenendgrundstück genutzt.

## Geschichte

### Dunkles Mittelalter
Wann und von wem der Weiler Talhausen gegründet wurde, liegt im Dunkeln. 1304 wurde er als „Dalhusen“ im Urbar des Esslinger Katharinenspitals erstmals urkundlich erwähnt. 1340 wurden Weinberge aufgeführt, die der Grüninger Pleban Conradus „in villa Talenhusen“ besessen hatte.
Der Ortsname Talhausen lässt Rückschlüsse auf eine Gründung im Hochmittelalter und eine Beziehung zu Häusern über dem Tal zu. Südlich des Burgstalls der ehemaligen Schlüsselburg und etwas tiefer gelegen, stand jedenfalls die so genannte Sankt-Johanns-Kapelle, die im Mittelalter von einer kleinen Siedlung umgeben gewesen sein könnte. Deren potenzielle Siedlungsfläche ist als ehemalige Allmende bis heute im Besitz der Stadt. Mehrere von hier nach Talhausen führende Hohlweg-Relikte lassen darauf schließen, dass auf diesem (aus Markgröninger Sicht) vorderen Pendant zur Hinteren Steige (nördlich der Burg) einst reger Verkehr herrschte. So liegt die Vermutung nahe, dass früher ein stark frequentierter Fahrweg von Markgröningen vorbei an der Schlüsselburg und durch Talhausen weiter in Richtung Burg Dauseck und Enzweihingen oder glemsabwärts nach Unterriexingen führte. Vorübergehend vielleicht auch die um 1500 über Grüningen umgeleitete Fernstraße, die heute „B10“ genannt wird.
Vor Unterriexingen lag rechts der Glems einst eine kleine Siedlung, Guckenhäuser genannt. Ab wann sie bestand und wann sie abging, ist nicht bekannt.

#### Gründung des Schlüsselbergers?
1322 wurde der Edelfreie Konrad II. von Schlüsselberg für seine militärischen Verdienste von König Ludwig dem Bayern mit dem Reichssturmfahnlehen samt Burg und Stadt Grüningen belehnt. Wegen seines Namens wird Konrad von Schlüsselberg gerne die oberhalb Talhausens gelegene und mit der 1380 erwähnten "Äußeren Burg" Grüningens gleichgesetzte Schlüsselburg zugeschrieben. Warum der in der Fränkischen Schweiz beheimatete und begüterte Schlüsselberger ohne männlichen Erben eine zusätzliche Burg bei Grüningen hätte bauen oder erwerben sollen, erscheint jedoch unschlüssig. Zumal er das Grüninger Lehen auf Druck Kaiser Ludwigs des Bayern 1336 bereits wieder an den Grafen Ulrich III. von Württemberg abtrat und den Verkaufserlös offenbar in seine 1336 gegründete Stadt Schlüsselfeld (im Landkreis Bamberg) investierte.

#### Eine Burg der Ritter von Rietpur?
Wahrscheinlicher ist die These, dass die Burg weit früher entstand und einem niederadligen Rittergeschlecht gehörte. Möglicherweise waren es die in der Gegend mehrfach nachweisbaren Rietpurer (auch von Rieppurg oder Rüppurg genannt). Denn im Jahre 1399 verkaufte eine Anna von Klingenberg jenen rund 30 Morgen großen Orts- und Flurteil des damals noch eigenständigen Orts Talhausen, der früher dem Rietpur war (d. h. gehörte) und den die Württemberger Grafen noch nicht besaßen, an Graf Eberhard den Milden. Die niederadligen Geschlechter von Rietpur(g) und die von Klingenberg sollen ursprünglich weißenburgische, dann ebersteinische bzw. badische Ministeriale gewesen sein. Da Graf Hartmann III. von Grüningen mit einer Tochter des edelfreien Grafengeschlechts von Eberstein verheiratet war, kam der Rietpur vielleicht über diese Verbindung ins Markgröninger Umfeld. Oder über die möglicherweise mit den Ebersteinern verwandten Herren von Roßwag, mit denen sie sich das badische Dorf Spessart teilten.
In Akten des Amts Grüningen von 1424 wird Talhausen neben Schwieberdingen und Tamm als selbständiger Ort aufgeführt.

### Abgang im Dreißigjährigen Krieg
Als die widerspenstigen Grüninger Bürger 1396 ihrem württembergischen Landesherrn jeder persönlich ewige Treue schwören mussten, wurden in ihrem „Urfehde-Brief“ auch „die von Dalnhusen“ mit aufgeführt, die bereits Württemberger Untertanen waren: Des Ersten der Cuntzler, Ruff Strowelin, der Güß, Haintz Strölin, Hainrich Blaufus, Kunzlins Do[c]hterman, Der Holzappel, Haintz Schauf, Cuntzlin Rudger und Haintz Vogel. Zehn Haushaltsvorstände lassen auf rund 70 württembergische Bewohner schließen, deren Gemeinde offenbar von Grüningen aus verwaltet wurde. Über die Anzahl der Klingenbergischen Untertanen ist nichts überliefert. Aus einem Zins-Gültenregister von 1424 ist zu entnehmen, dass der seit 1399 komplett württembergische Weiler einen Schultheiß hatte, obwohl nur sieben Bürger für sechs Häuser Abgaben leisten mussten. Die Sankt-Johanns-Kapelle bei der Schlüsselburg war damals noch mit einem Kaplan besetzt.

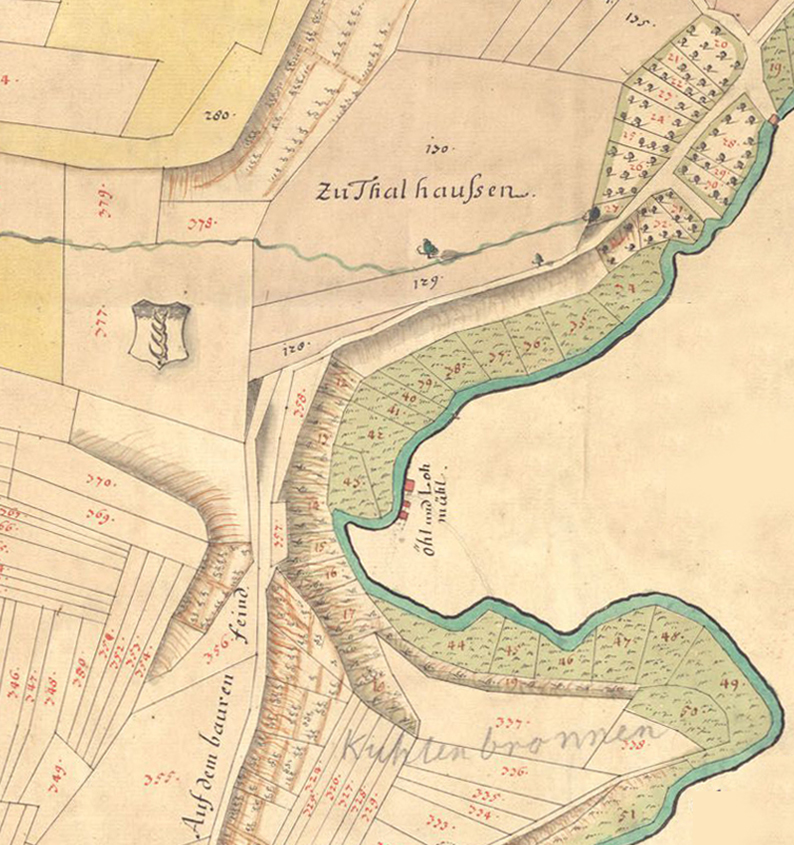
1752 war Talhausen noch eine Wüstung (Aussfeldkarte)

1665 erscheint Talhausen nicht mehr im Landbuch. Deshalb wird angenommen, dass Talhausen im Dreißigjährigen Krieg von marodierenden Soldaten heimgesucht wurde und wüst gefallen ist. Hinter die Mauern Markgröningens flüchtende Bewohner fanden allerdings auch hier keinen dauerhaften Schutz, weil die auf sich allein gestellte Stadt den kaiserlichen Truppen nichts entgegenzusetzen hatte. Durch deren Übergriffe, Hungersnot und Pest verlor die Stadt einen Großteil ihrer Einwohner.

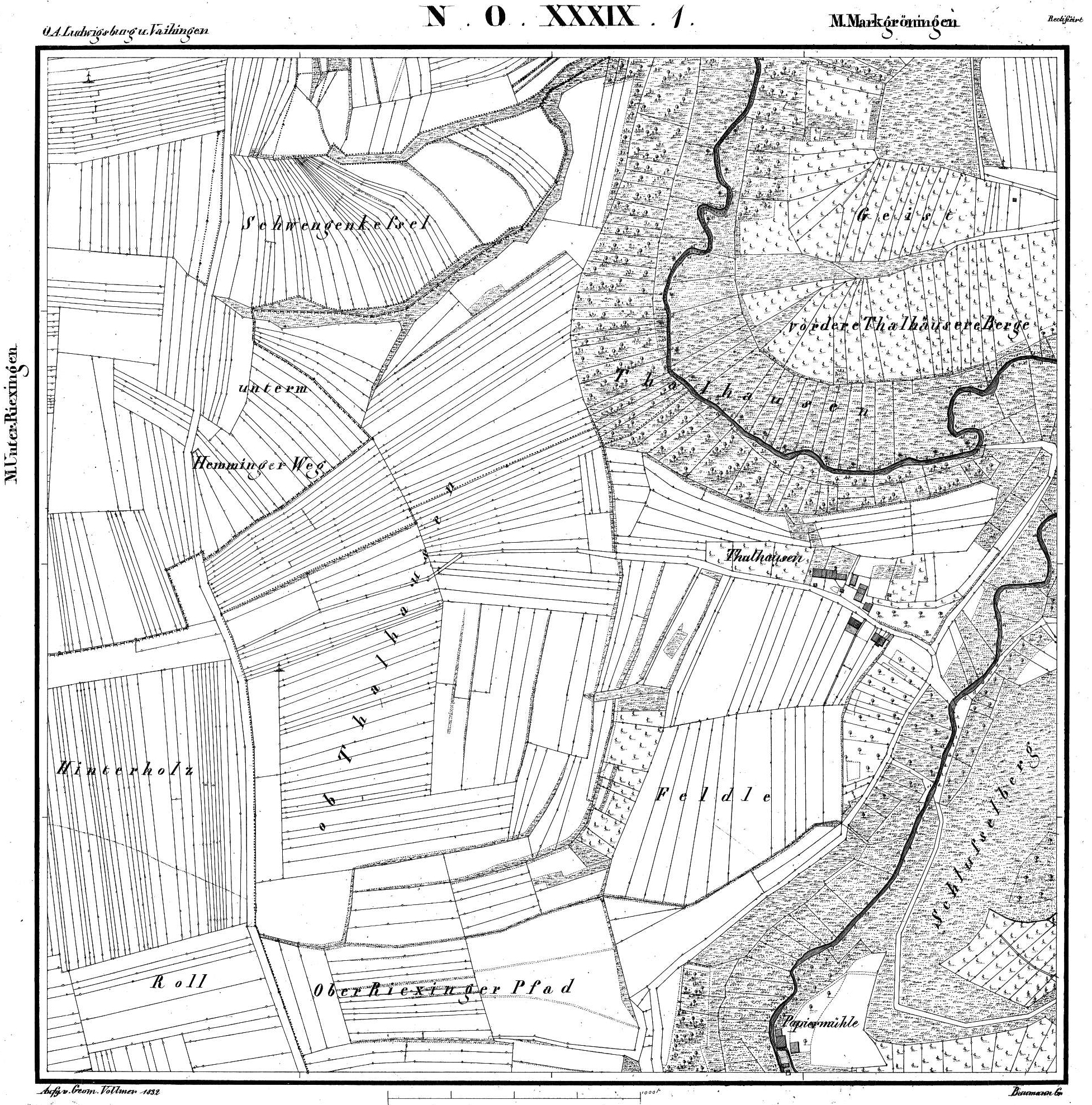
1832 bestand der Weiler aus fünf Gehöften. Die Wegestruktur zeugt von einst größerer Ausdehnung (Flurkarte)

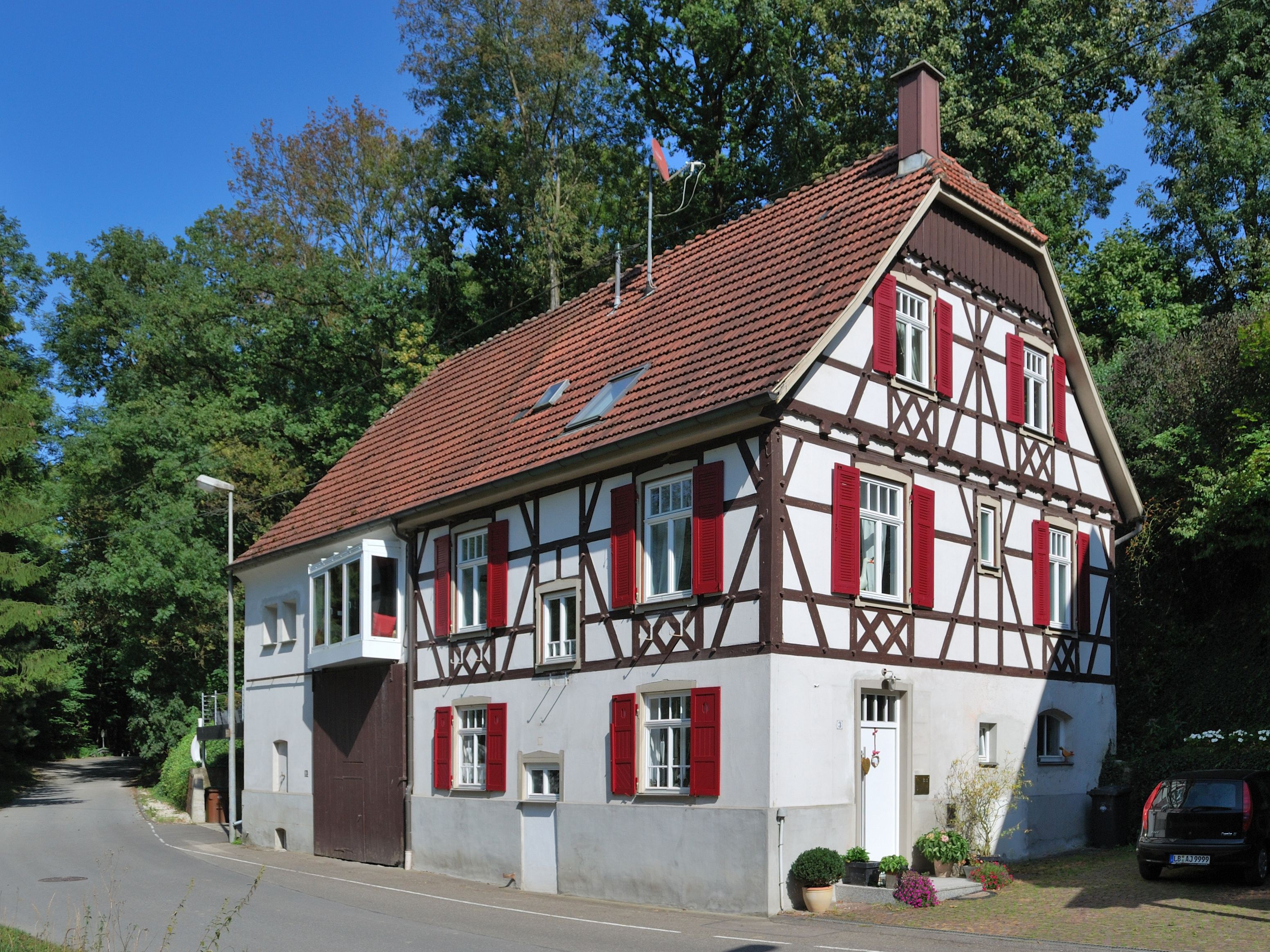
Wohnhaus der ehemaligen Papiermühle bei Talhausen

### Zweite Siedlungsphase
In der „Aussfeldkarte“ von 1752, die zur Rekultivierung der überwiegend verwahrlosten Markungsteile westlich der Glems aufgenommen wurde, ist Talhausen noch als Wüstung verzeichnet. Ab 1770 erfolgte die Wiederbesiedlung Talhausens, des Aichholzhofs und die Gründung des Schönbühlhofs. Im Jahre 1831 wurden im Königlich-Württembergisches Hof- und Staatshandbuch 32 Einwohner in Talhausen gezählt. Der Weiler bestand damals aus lediglich fünf Gehöften am Bergweg. Die Wegestruktur auf der Urflurkarte von 1832 zeugt von einst größerer Ausdehnung entlang der Glems. Die Verbindung nach Markgröningen über die vordere Steige verläuft noch in einem Hohlweg, von dem Relikte in der Heide südlich der Schlüsselburg erhalten blieben.
In der Beschreibung des Oberamts Ludwigsburg von 1859 wird der „eine halbe Stunde nordwestlich von Markgröningen auf einem mäßig geneigten Ausläufer an den linken Thalhängen gegen die Glems“ gelegene „Weiler Thalhausen“ kurz beschrieben: „Der nicht unfreundliche, hinter Obstbäumen versteckte Ort erhält sein Trinkwasser aus zwei nie versiegenden Pumpbrunnen. Die im Allgemeinen fleißigen, übrigens nur mittelbegüterten Einwohner beschäftigen sich ausschließlich mit der Landwirtschaft, die insoferne etwas schwierig zu betreiben ist, als die meisten Güter auf der Anhöhe und zum Theil ziemlich entfernt vom Ort liegen.“
Dabei blieb allerdings außer Acht, dass derzeit in Talhausen eine mit Wasserkraft angetriebene Hammerschmiede und fünf Minuten flussaufwärts eine Papiermühle, vormals eine Pulvermühle, betrieben wurden.

### Zeitgeschichte
Im April 1945 wurden die Leudelsbach-Brücken an der Tammer und der Asperger Straße und alle am Weg nach Talhausen liegenden Glemsbrücken auf Geheiß der Nazis gesprengt. Auf den Höhen rechts der Glems sollte der Volkssturm in Stellung gehen, um die heranrückenden französischen Truppen aufzuhalten. Am 21. April 1945 marschierten die Franzosen jedoch ungehindert in Markgröningen ein und zogen am 14. Juli 1945 wieder ab, um das Feld den Amerikanern zu überlassen.
Noch nicht heimgekehrte Zwangsarbeiter aus Polen und Russland unternahmen damals Raubzüge in der Umgebung Markgröningens, so in Talhausen und der Spitalmühle, auf dem Aichholzhof und im Haus Frank. In der Nacht zum 10. November überfielen diese die Spitalmühle, trieben die auffindbaren Bewohner in den Keller und töteten sie dort durch Kopfschuss.

Die im Dreißigjährigen Krieg zerstörte und 1680 wieder aufgebaute Spitalmühle ist seit 1817 im Besitz derselben Familie. Sie ist die einzige Mühle Markgröningens, die in ihrer ursprünglichen Form als Getreidemühle bis ins 21. Jahrhundert überlebte.
1840 hatte der Schmiedemeister David Heller eine mit Wasserkraft betriebene Hammerschmiede in Talhausen erbaut. Sie lag an einem 80 Meter langen, rechts von der Glems abgezweigten Kanal und wurde zuerst von einem, später von zwei unterschlächtigen Wasserrädern angetrieben. Um 1880 richtete Johann Keuerleber hier eine Maschinen- und Werkzeugfabrik ein. Sie besaß ein fünf Meter hohes und 1,21 Meter breites mittelschlächtiges Zellenrad, das 1908 durch eine Francis-Turbine ersetzt wurde. Zu Beginn der Industrialisierung hat die Fabrik Bohrmaschinen, dann auch Wagenspindeln für Handwagen und Metallschleifen für Telegrafenmasten produziert. Die Produkte wurden mit dem Handwagen auf den Markgröninger Bahnhof gefahren. 1958 gab man die Produktionsstätte auf und verlegte den Betrieb nach Markgröningen. Später wurde der Mühlkanal verfüllt und das Wehr beseitigt.
1969 wurde die seit 1788 bestehende und zweimal abgebrannte Papiermühle oberhalb Talhausens geschlossen, 1971 der Mühlkanal verfüllt und das Fabrikgebäude abgebrochen. Zwei Wohnhäuser blieben erhalten.
1980 hat der Abwasserzweckverband Gruppenklärwerk Talhausen die Kläranlage unterhalb Talhausens erbaut. Diesem Zweckverband gehören die Gemeinden Schwieberdingen, Hochdorf an der Enz (Eberdingen), Hemmingen, Korntal-Münchingen (für Münchingen) und Markgröningen an. Die Finanzierung wurde entsprechend der jeweils angeschlossenen Einwohner aufgeteilt.
Das Weilerfest Talhausen wurde in den 1980er Jahren durch einige engagierte Talhäuser durchgeführt. Am 11. Februar 2001 kam es zu einem Wohnhausbrand im Bergweg 17. 2007 wurde das Feuerwehrhaus abgerissen, das seit Ende der 1970er Jahre ausgedient hatte.

## Hochwasser

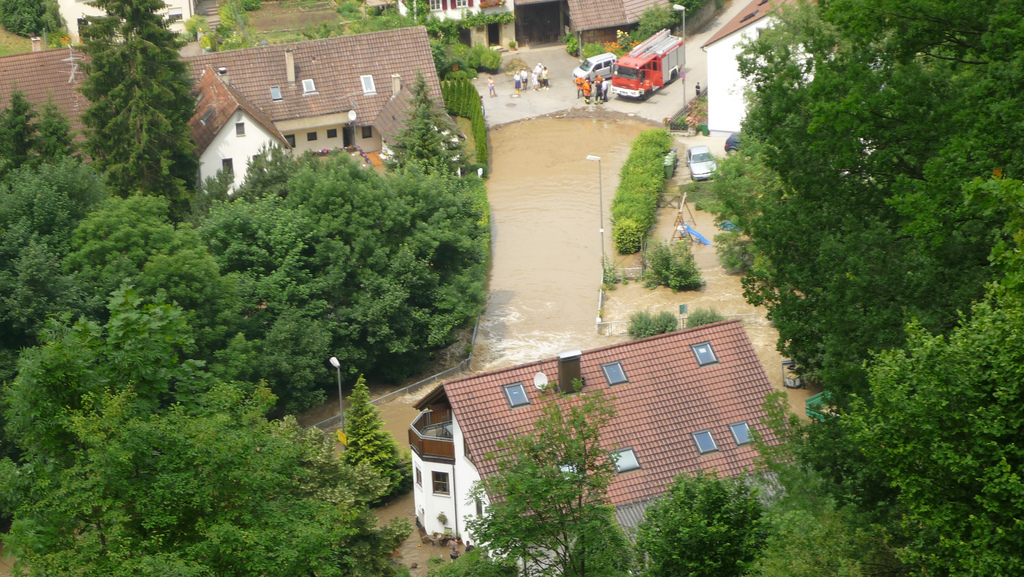
Hochwasser 2010

Am 4. Juli 2010 fielen bei einem Gewitter in kurzer Zeit zwischen 70 und 100 mm Niederschlag. In Ditzingen wurde die Kläranlage überflutet, wobei ungereinigtes Abwasser in die Glems gelangte. In Schwieberdingen, wo das Wasser anderthalb Meter hoch auf der Straße stand, wurden mindestens 200 Haushalte geschädigt. In Talhausen wuchs die Flut dramatisch an: Am Pegel Talhausen erreichte die Glems einen Abfluss von etwa 49 Kubikmetern pro Sekunde. Ein Abfluss von 42 m³/s entspricht einem statistisch hundertjährlichen Hochwasser. Ähnliche Überflutungen hatte es fast auf den Tag genau ein Jahr zuvor, am 3. Juli 2009, gegeben. Die geschädigte Kläranlage Talhausen wurde darauf mit Hochwasserschutzbauten versehen.